# Edmund Beecher Wilson
Edmund Beecher Wilson (Geneva, 19 de octubre de 1856 - Nueva York, 3 de marzo de 1939) fue un zoólogo, embriólogo y genetista estadounidense.

## Biografía académica
Wilson se licenció en la Universidad de Yale en 1878 y se doctoró en la Universidad Johns Hopkins en 1881.
Entre 1883 y 1884 Wilson fue profesor en el Williams College y en el Massachusetts Institute of Technology entre 1884 y 1885. Entre 1885 y 1891 fue catedrático de biología en el Bryn Mawr College. Entre 1891 y 1894 fue profesor de zoología invertebrada y de zoología a partir de 1897.
Wilson fue presidente de la Asociación Americana para el Avance de la Ciencia en 1913.

## Obra

### Desarrollo y evolución
En 1898 Wilson utilizó las semejanzas entre embriones para describir relaciones filogenéticas. Observando la segmentación espiral en moluscos, platelmintos y anélidos concluyó que los mismos órganos procedían del mismo grupo de células, concluyendo que todos estos organismos debían compartir un ancestro común.

### Genética
Wilson fue uno de los embriólogos más importantes en el descubrimiento de la determinación cromosómica de la herencia. La concepción de la célula de Claude Bernard fue una de sus inspiraciones principales. Al igual que este último, Wilson creía que el núcleo era el lugar de metabolismo sintético mientras que el citoplasma estaba encargado del metabolismo "degradativo". Wilson propuso que los ácidos nucleicos podían constituir la sustancia física de la herencia, y junto con Morgan, descubrió la determinación cromosómica del sexo. En 1905 Wilson y Stevens correlacionaron el cromosoma XX con el sexo femenino y el XO-XY con el masculino. La científica Nettie Stevens hizo el mismo hallazgo de manera independiente el mismo año y lo publicó incluso antes

## Abreviatura (zoología)
La abreviatura Wilson  se emplea para indicar a Edmund Beecher Wilson como autoridad en la descripción y taxonomía en zoología.